# Disneyland Resort
33°48′44″N 117°55′8″V / 33.81222°N 117.91889°V
 For alternative betydninger, se Disneyland (flertydig). (Se også artikler, som begynder med Disneyland)
Disneyland Resort, og i daglig tale, kendt som Disneyland, er et oplevelsesresort i Anaheim, Californien. Resortet ejes og drives af The Walt Disney Company gennem dets Parks, Experiences and Products-division og er hjemsted for to forlystelsesparker (Disneyland Park og Disney California Adventure), tre hoteller og et shopping-, spise- og underholdningsdistrikt, kendt som Downtown Disney.
Resortet blev udviklet af Walt Disney i 1950'erne. Da det åbnede for gæster den 17. juli 1955, bestod området af Disneyland, dets 100 hektar store parkeringsplads (som havde 15.167 pladser),  og Disneyland Hotel, ejet og drevet af Disneys forretningspartner, Jack Wrather. Efter succesen med en multi-park og multi-hotel forretningsmodel i Walt Disney World i Lake Buena Vista, Florida, købte Disney store stykker jord ved siden af Disneyland for at anvende den samme forretningsmodel i Anaheim.
I forbindelse med udvidelsen blev området navngivet Disneyland Resort for at dække hele komplekset, mens den oprindelige forlystelsespark fik navnet Disneyland Park. Virksomheden købte Disneyland Hotel fra Wrather Company og Pan Pacific Hotel fra Tokyu Group. Pan Pacific Hotel blev Disneys Paradise Pier Hotel i 2000. I 2001 blev Disneys Grand Californian Hotel & Spa indviet, samt tilføjelsen af endnu en forlystelsespark kaldet Disney California Adventure, samt Downtown Disneys shopping-, spise- og underholdningsdistrikt.